# Karna Nilsson
Karna Nilsson, född 1889, död 1967, var en dansk kvinnosakspolitiker och affärsidkare.
Hon utbildade sig vid Købmandsskolens Kvindeafdeling och var sedan från 1910 verksam som kontorist. 
Hon var medlem i Kvindernes Handels- og Kontoristforening (KHK), där hon var ordförande 1926-1950. Som sådan verkade hon för kvinnors lika rätt till utbildning och arbete. KHK var inrymt i Kvindernes Bygning, där hon var ordförande 1936-1942. 
Karna Nilsson var medlem i Dansk Kvindesamfund (DK), där hon satt i styrelsen 1917-1928. Även här verkade hon för kvinnors rätt till lika utbildning och yrkesmöjligheter. 